# Primulina liboensis
Primulina liboensis là một loài thực vật có hoa trong họ Tai voi (Gesneriaceae). Loài này có ở Quý Châu (Trung Quốc); được W. T. Wang & D. Y. Chen mô tả khoa học đầu tiên năm 1985 dưới danh pháp Chirita liboensis. Năm 2011, Mich.Möller & A.Weber chuyển nó sang chi Primulina.